# Oktáv Narození Páně

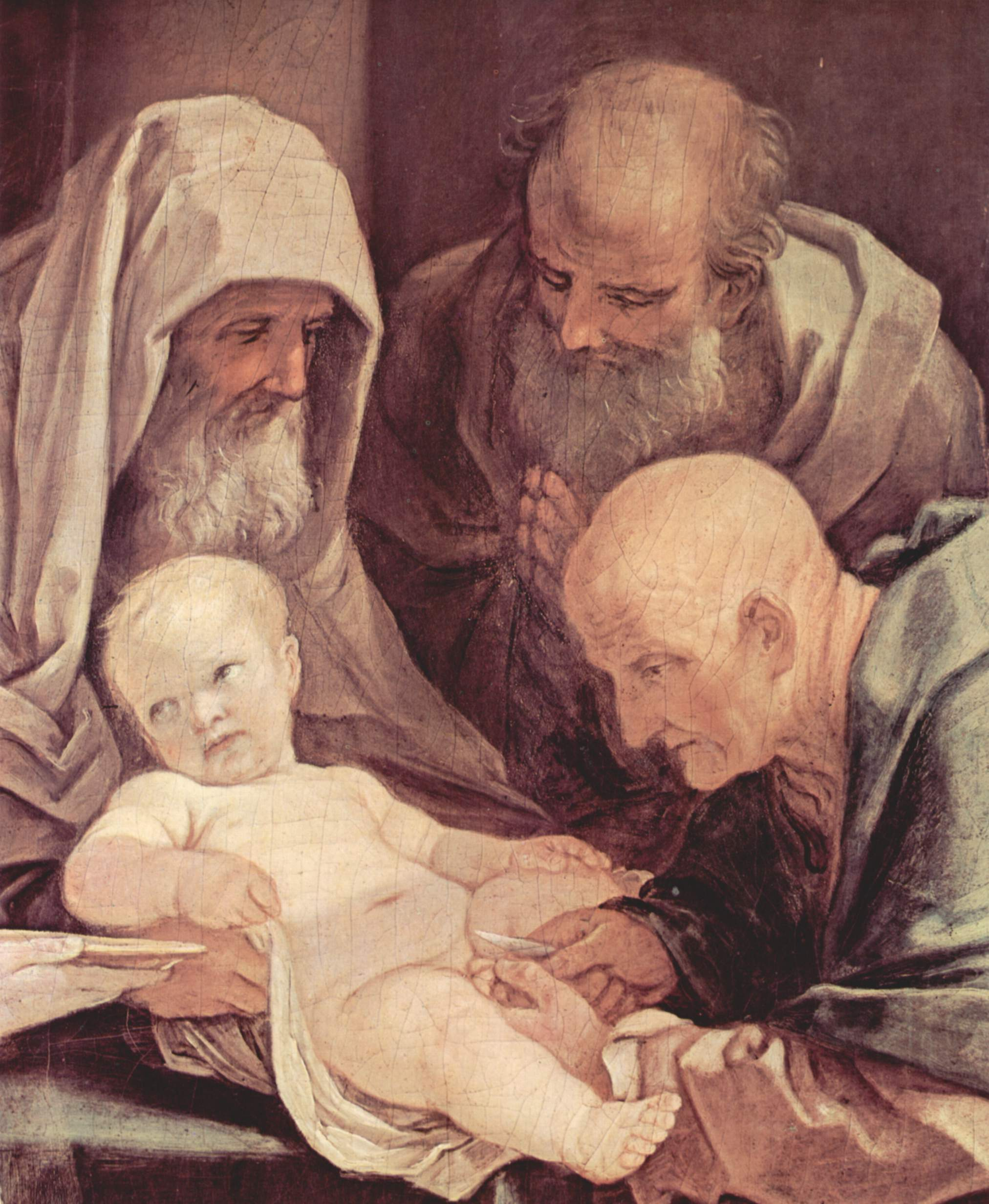
Obřezání Páně; detail fresky v kostele sv. Martina v Sieně, autor: Guido Reni (1575–1642)

Oktáv Narození Páně označuje 8 dní, počínající slavností Narození Páně, kdy se oslavuje Kristovo narození. Podobně se slaví také oktáv velikonoční.
Oktávem se též někdy označuje poslední den tohoto osmidení, dnes slavnost Matky Boží Panny Marie, do roku 1960 svátek Obřezání Páně je v západní křesťanské tradici liturgický den, který je po slavnosti Narození Páně osmým a připadá tedy na 1. leden. V občanském kalendáři na tento den připadá Nový rok.
Oktáv zakončuje týdenní oslavu Vánoc a zaměřuje pozornost na jednu z teologických nauk církve, totiž označení Panny Marie coby Boží rodičky řecky (θεοτόκος, theotokos). Tento titul, přiznaný Ježíšově matce Marii Efezským koncilem roku 431 vyjadřuje především christologickou nauku o božství Ježíše Krista. V římskokatolické církvi se jedná o jeden z tzv. zasvěcených svátků. Římskokatolická církev také toto datum spojuje se Světovým dnem modliteb za mír. Liturgická barva je bílá.

## Historie
Během křesťanské éry prodělal tento den několik důležitých změn. Křesťané v prvních staletích byli konfrontováni s pohanskými zvyklostmi nového roku. 1. leden byl v pohanském Římě dnem nevázané zábavy a výstředností k poctě dvoutvářného boha Jána. Římská církev odpověděla kajícími bohoslužbami a postem. Druhý koncil v Toursu (567) ustanovil na první tři lednové dny kající pobožnosti k potlačení pohanských obyčejů.
Kromě toho církev v Římě ustanovila na 1. leden památku Matky Boží. V 7. století se v Římě po vzoru Byzance prosadily dva mariánské svátky Zvěstování a Nanebevzetí. Pod jejich vlivem Památka Matky Boží ustoupila do pozadí a byla nahrazena slavením vánočního Oktávu. Ve Španělsku a především v Gálii se od 6. století slavil v tento den svátek Obřezání Páně Lk 2, 21 (Kral, ČEP).
V Římě se tento svátek začal slavit až od 13. století. V římském misálu byl uveden až do reformy v roce 1960. V obnovené liturgii zaujal své místo opět staronový svátek Mariina mateřství pod názvem Slavnost Matky Boží Panny Marie.